# Crepidorhopalon bifolius
Crepidorhopalon bifolius är en tvåhjärtbladig växtart som först beskrevs av Sidney Alfred Skan, och fick sitt nu gällande namn av E. Fischer. Crepidorhopalon bifolius ingår i släktet Crepidorhopalon och familjen Linderniaceae. Inga underarter finns listade i Catalogue of Life.